# Rissoina costata
Rissoina costata là một loài ốc biển nhỏ, là động vật thân mềm chân bụng sống ở biển trong họ Rissoidae. Loài này được mô tả lần đầu bởi Adams, A. vào năm 1853.